# Gaston Courbe d'Outrelon
Gaston Courbe d'Outrelon, né le 23 octobre 1874 à Tourcoing et mort le 13 février 1922 à Lambersart, est un coureur cycliste français.

## Biographie
Gaston Courbe d'Outrelon, membre du Cyclist-Club lillois en 1892, réalise ses premiers résultats cyclistes notables en tricycle. Il termine initialement 5e du championnat de France 50 kilomètres le 6 novembre 1892, avant d'être reclassé à la troisième place, la course étant remportée par Georges Cassignard. 
Le 24 septembre 1893, Gaston Courbe d'Outrelon se classe 3e du championnat de France de 5 kilomètres pour tricycles, derrière Paul Médinger et Georges Cassignard, avant de chuter lourdement le même jour dans une seconde course organisée avec des coureurs italiens, il restera plus qu'un quart d'heure inconscient.

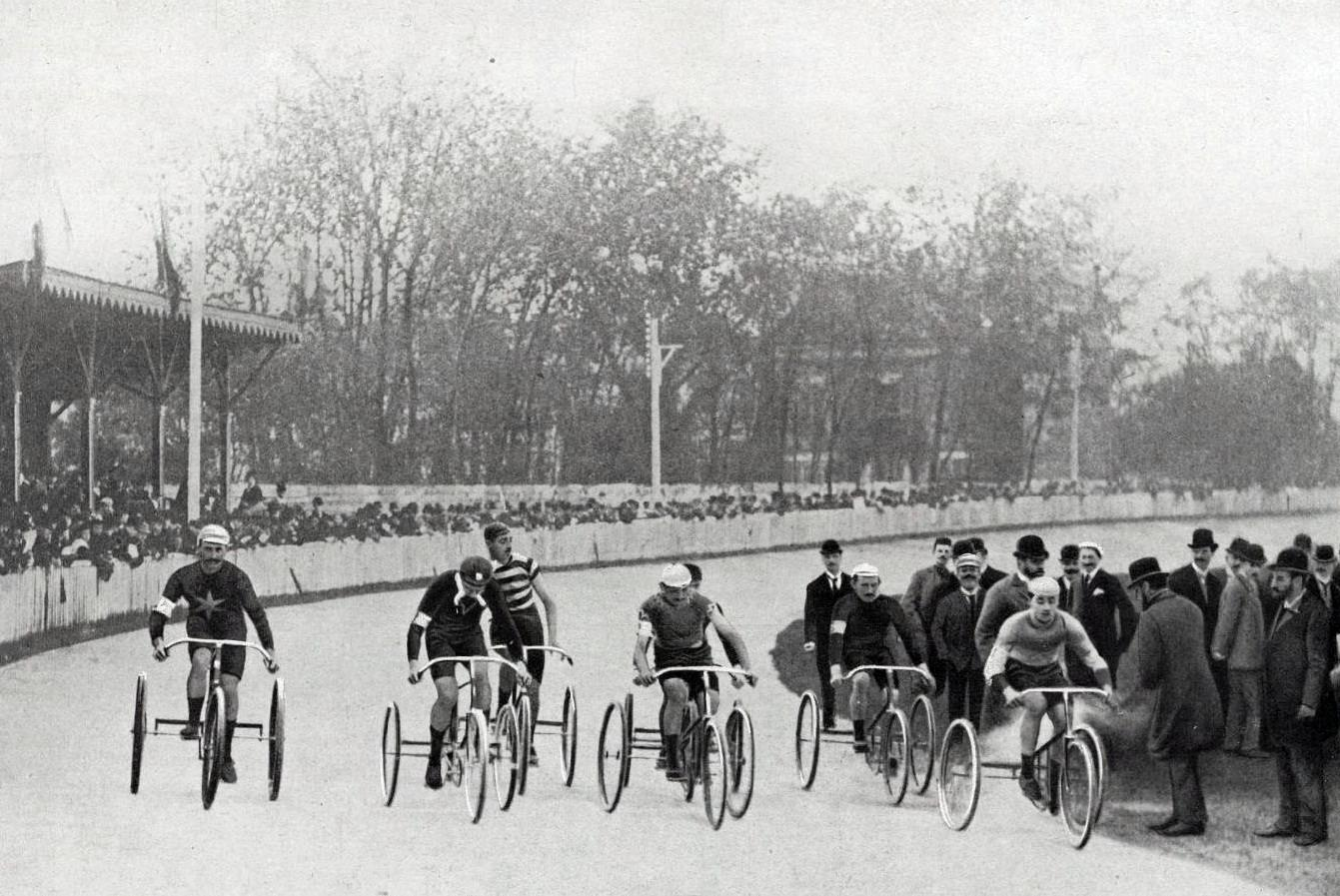
Championnat de France des 50 kilomètres à tricycle, le 6 novembre 1892 à Buffalo, course à laquelle participe Gaston Courbe d'Outrelon

En septembre 1894, il est champion de France juniors de tricycle (5 kilomètres).
À la suite de leurs bons résultats en 1894, l'Union Vélocipédique de France déclasse plusieurs coureurs de la catégorie juniors, ils sont déclarés seniors d'office pour la saison 1895. Parmi eux, figurent Gaston Courbe d'Outrelon, ainsi que d'autres coureurs de renom comme Maurice Farman, Constant Huret, Émile Bouhours et Edmond Jacquelin.
Désormais, Gaston Courbe d'Outrelon, qui roule sur un vélo de la marque Withworth, obtient des succès sur deux roues également. Le jeudi 10 octobre 1895, il remporte le Prix de l'Espérance devant Émile Huet et Henri Depasse, lui permettant de se qualifier pour la finale du Grand Prix de Paris.
Le dimanche 13 octobre 1895, Gaston Courbe d'Outrelon participe au Grand Prix de Paris, vingt milles personne sont présentes dans le Vélodrome municipal de Vincennes, nouvellement inauguré. Dans la 2e série de qualification il figure aux côtés de Robert Protin (champion du monde) et Edmond Jacquelin, mais c'est bien le nordiste qui l'emporte, et parvient en finale, démarrant rapidement, il gagne avec plusieurs longueurs d'avance sous les encouragements du public,. Il termine ensuite à la 4e et dernière place de la finale remportée par Ludovic Morin.
Gaston Courbe d'Outrelon participe à la course sur route Dunkerque-Lille en 1896, sur une distance de 80 kilomètres. Il termine à la 3e place d'une course remportée par l'arrageois Julien Delansorne.
Lors de la saison 1899, Gaston Courbe d'Outrelon termine vice-champion de France de vitesse le dimanche 16 juillet 1899 derrière Paul Bourillon, au vélodrome du Parc des Princes. À la suite de l'abstention de ce dernier de participer aux championnats du monde, c'est Gaston Courbe d'Outrelon qui représente les couleurs françaises à Montréal dans l'épreuve de vitesse.
Lors de ces championnats du monde de vitesse 1899, Gaston Courbe d'Outrelon remporte sa série qualificative. En finale, il fait face à trois coureurs américains et un canadien, c'est Major Taylor, qui s'impose et devient le premier Afro-Américain à être couronné champion du monde le 10 aout 1899, Gaston Courbe d'Outrelon de son côté parvient à monter sur le podium, il termine 3e entre les frères Tom Butler et Nat Butler.
Retiré des pistes, Gaston Courbe d'Outrelon fait une dernière fois parler de lui dans la presse sportive en 1907. Bien que le tricycle soit en perte de vitesse face à la bicyclette, l'ancien coureur lillois bat le record du kilomètre à tricycle derrière entraineur, au vélodrome de Roubaix. Il réalise le kilomètre en 1 min 13 s (le précédent record de Ranson étant de 1 min 15 s), et le mile en 1 min 57 s et 2/5.
Plus tard dans la presse, on apprend qu'à l'issue de sa carrière de coureur, il est devenu négociant à Arras.

## Palmarès
- 1895
  - Prix de l'Espérance
- 1896
  - 3e de Dunkerque-Lille
- 1899
  - 2e du championnat de France de vitesse
  -  Médaillé de bronze du championnat du monde de vitesse